# TROUBLE (альбом Аюми Хамасаки)
TROUBLE — мини-альбом японской певицы Аюми Хамасаки, вышедший на физических носителях 15 августа 2018 года в Японии, 28 сентября в Тайване. Цифровое распространение началось 6 августа.

## Об альбоме
Между предыдущим релизом «M(A)DE IN JAPAN» и «TROUBLE» прошло 2 года и 2 месяца. Таким образом, на текущий момент, это самый большой перерыв между двумя альбомами Аюми, в течение которого вышло всего две песни.

«We are the QUEENS» была написана для рекламной кампании игры для мобильных устройств «Clash of Queens». С 17 до 30 сентября 2016 года в игре можно было получить различные предметы с тематикой Аю. Песня «WORDS» вышла на цифровых платформах 30 сентября 2016 года. До 30 ноября 2017 года песню «WORDS» можно было получить на mu-mo только после ввода специального серийного номера. Этот номер был напечатан на флаерах и распространялся на концертах второй главы тура «ayumi hamasaki Just the beginning −20- TOUR 2017». 

Подогрев интереса к будущему альбому начался с появления композиции с загадочным названием AX_WAT_516 в плейлисте летних песен AWA 1 июля. Это была демо запись без вокала. Раз в неделю появлялся новый трек, показывающий ход работы над песней, менялась тональность, добавлялся бэк-вокал. В одной их версий был просто мужской голос, читающий текст песни. В то же время, в магазинах сети Tower Records появились постеры с отрывками из текста этой новой песни.

19 октября 2018 года начался тур «LIVE TOUR ｰTROUBLEｰ 2018ｰ2019 A» в поддержку альбома, который продлился до 21 февраля 2019. Он оказался настолько успешным, что было приянто решении о его продленни еще на два года. Новый тур начнется 1 мая 2019 и будет называться «TROUBLE TOUR 2019—2020 A ｰmisunderstoodｰ».
Альбом доступен в шести версиях:
1. Type A — только CD
2. Type B — только CD, треки расположены в обратном порядке
3. Type A + DVD + GOODS — диск типа A, DVD с записью концерта «ayumi hamasaki Just the beginning −20- TOUR 2017», прошедшего 17 июля 2017 в Osaka-Jo Hall. В комплект входит набор из 10 фотографий и бреклок для ключей с логотипом тура.
4. Type A + Blu-Ray + GOODS — версия аналогична предыдущей, только Blu-Ray вместо DVD
5. Type B + DVD + GOODS — диск типа B, DVD с записью концерта «ayumi hamasaki Just the beginning −20- TOUR 2017», прошедшего 20 февраля 2018 в Okinawa Convention Center. В комплект входит набор из 10 фотографий и бреклок для ключей в форме сердца.
6. Type B + Blu-Ray + GOODS — версия аналогична предыдущей, только Blu-Ray вместо DVD

### Список композиций
Все тексты написаны Аюми Хамасаки.
| №  | Название            | Музыка          | Аранжировка                     | Длительность |
| -- | ------------------- | --------------- | ------------------------------- | ------------ |
| 1. | «We are the QUEENS» | Kazuhiro Hara   | Yuta Nakano                     | 5:00         |
| 2. | «æternal»           | Toru Watanabe   | Takehito Shimizu & Atsushi Sato | 4:40         |
| 3. | «WORDS»             | Mayuko Maruyama | Takehito Shimizu & Atsushi Sato | 5:06         |
| 4. | «W»                 | Kazuhiro Hara   | tasuku                          | 3:26         |
| 5. | «The way I am»      | Tetsuya Yukumi  | Yuta Nakano                     | 4:27         |

| №   | Название                        | Длительность |
| --- | ------------------------------- | ------------ |
| 1.  | «ourselves»                     |              |
| 2.  | «WARNING»                       |              |
| 3.  | «NEVER EVER»                    |              |
| 4.  | «Because of You»                |              |
| 5.  | «Pieces of SEVEN»               |              |
| 6.  | «Virgin Road»                   |              |
| 7.  | «Distant Memories»              |              |
| 8.  | «my name's WOMEN»               |              |
| 9.  | «appears»                       |              |
| 10. | «RED & BLUE»                    |              |
| 11. | «Fly high»                      |              |
| 12. | «UNITE!»                        |              |
| 13. | «talkin' 2 myself»              |              |
| 14. | «Mirrorcle World»               |              |
| 15. | «Voyage»                        |              |
| 16. | «Movin' on without you»         |              |
| 17. | «You & Me»                      |              |
| 18. | «SURREAL ~ evolution ~ SURREAL» |              |
| 19. | «Boys & Girls»                  |              |
| 20. | «Who...»                        |              |
| 21. | «Love song»                     |              |

| №   | Название                                             | Длительность |
| --- | ---------------------------------------------------- | ------------ |
| 1.  | «I am...»                                            |              |
| 2.  | «Moments»                                            |              |
| 3.  | «A song for ××»                                      |              |
| 4.  | «RED & BLUE»                                         |              |
| 5.  | «Shake It♥»                                          |              |
| 6.  | «STEP you»                                           |              |
| 7.  | «Memorial address»                                   |              |
| 8.  | «Last minute»                                        |              |
| 9.  | «Pieces of SEVEN»                                    |              |
| 10. | «Bold & Delicious»                                   |              |
| 11. | «progress»                                           |              |
| 12. | «FLOWER»                                             |              |
| 13. | «ourselves»                                          |              |
| 14. | «Ivy»                                                |              |
| 15. | «Feel the love ~ XOXO ~ Lelio ~ You & Me ~ AUDIENCE» |              |
| 16. | «Boys & Girls»                                       |              |
| 17. | «Love song»                                          |              |
| 18. | «SEVEN DAYS WAR»                                     |              |

## Позиции в чарте «Орикон»
| Неделя | Позиция | Продажи |
| ------ | ------- | ------- |
| 1      | #3      | 24,147  |
| 2      | #19     | 3,669   |

- Продажи в первый день: 18,360
- Общее число проданных копий: 32,538 (Япония)
- Продажи цифровых копий: 2,332

Альбом находился в чарте Орикон в течение 13 недель и покинул топ 300 14 ноября.
В чартах Billboard JAPAN, по данным на 19 августа 2018 года, альбом занимал третью строчку с продажами 24,925 копий.